# 페나키스토스코프
페나키스티스코프(phenakistoscope, phenakistiscope or phenakisticope)란 회전하는 원반을 사용한 초기 애니메이션 장치이다.
1832년 벨기에의 조제프 플라토와 오스트리아의 지몬 폰 슈탐퍼가 거의 같은 시기에 독립적으로 발명하였다. 그 중 플라토가 고안한 것이 더 널리 알려졌다. 19세기 동안 페나키스토스코프는 대중적인 인기를 얻어 다양한 작품이 상업적으로 생산되었다. 1867년 조이트로프가 출시된 이후 더 인기를 얻으며 페나키스토스코프를 대체하였다.

## 갤러리

La Cinémathèque française 1833
Library of Congress 1833
Library of Congress 1833
Library of Congress 1833
Library of Congress 1833
Library of Congress 1833
Library of Congress 1833
Cooper Hewitt 1833
Cooper Hewitt 1833
Cooper Hewitt 1833
Library of Congress 1833
Library of Congress 1833
Cooper Hewitt 1833
Library of Congress 1833
Library of Congress 1833
Library of Congress 1833
Library of Congress 1893
Library of Congress 1893
Library of Congress 1893

## 같이 보기
- 에드워드 마이브리지
- 플립 북
- 영화의 역사
- 프락시노스코프
- 더마트로프
- 조이트로프